# Scopula idearia
Scopula idearia är en fjärilsart som beskrevs av Swinhoe 1886. Scopula idearia ingår i släktet Scopula och familjen mätare. Inga underarter finns listade.